# Wolseley Twenty
Der Wolseley Twenty war ein Wagen der oberen Mittelklasse, den Wolseley 1921 als kleineres Sechszylindermodell dem Wolseley 30/40 zur Seite stellte.

## Twenty (1921 / 1925)
Er hatte einen seitengesteuerten 6-Zylinder-Motor mit 3921 cm³ Hubraum und Wasserkühlung. Der Wagen wurde auf einem Fahrgestell mit 3480 mm Radstand geliefert.
Der Wagen wurde nur im Modelljahr 1921 gefertigt und verschwand dann wieder ersatzlos. 1925 tauchte die gleiche Konstruktion nochmals für ein Modelljahr auf und wurde mit Aufbauten von 4928 mm Länge ausgestattet. 

## 24/55 hp (1925)
Im gleichen Jahr wurde ihm – ebenfalls nur für ein Modelljahr – das gleich motorisierte Modell Wolseley 24/55 zur Seite gestellt. Dieser Wagen war bei gleichem Radstand etwas kürzer und breiter. Danach verschwanden beide Modelle ersatzlos.